# 希沃特·阿亞萊烏
希沃特·阿亞萊烏（Hiwot Ayalew，1990年3月6日—）是一名衣索比亞田徑運動員，主攻3000公尺障礙賽項目。她曾獲得非洲田徑錦標賽女子3000公尺障礙賽冠軍。

## 賽事記錄
| 年            | 賽事           | 舉辦城市           | 名次          | 項目               | 記錄          |
| 代表 衣索比亞 | 代表 衣索比亞  | 代表 衣索比亞      | 代表 衣索比亞 | 代表 衣索比亞      | 代表 衣索比亞 |
| ------------- | -------------- | ------------------ | ------------- | ------------------ | ------------- |
| 2011          | 世界越野錦標賽 | 西班牙蓬塔翁布里亞 | 第11名        | 成年女子組 (8公里) | 25:42         |
| 2011          | 全非運動會     | 莫三比克           | 亞軍          | 3000公尺障礙賽     | 10:00.57      |
| 2012          | 奧林匹克運動會 | 英國倫敦           | 第4名         | 3000公尺障礙賽     | 9:12.98       |
| 2013          | 世界越野錦標賽 | 波蘭比得哥什       | 亞軍          | 成年女子組 (8公里) | 24:27         |
| 2013          | 世界錦標賽     | 俄羅斯莫斯科       | 第4名         | 3000公尺障礙賽     | 9:15.25       |
| 2014          | 世界室內錦標賽 | 波蘭索波特         | 第11名        | 3000公尺           | 9:12.51       |
| 2014          | 非洲錦標賽     | 摩洛哥馬拉喀什     | 冠軍          | 3000公尺障礙賽     | 9:29.54       |
| 2014          | 國際田總洲際盃 | 摩洛哥馬拉喀什     | 亞軍          | 3000公尺障礙賽     | 9:51.59       |
| 2015          | 世界錦標賽     | 中國北京           | 第6名         | 3000公尺障礙賽     | 9:24.27       |
| 2015          | 非洲運動會     | 剛果共和國布拉薩   | 亞軍          | 3000公尺障礙賽     | 9:51.94       |

## 個人紀錄
室外
- 1500公尺 - 4:11.16 (柏林，2013年9月1日)
- 5000公尺 - 14:49.36 (奧斯陸，2011年6月9日)
- 10公里 - 31:43 (，2014年4月19日)
- 3000公尺障礙賽 - 9:09.61 (奧斯陸，2012年6月7日)

室內
- 3000公尺 - 8:43.29 (，2014年2月15日)
- 2英里 - 9:21.59 (，2014年2月15日)

## 備註
1. ↑  由於俄羅斯運動員Yuliya Zaripova（英语：Yuliya Zaripova）的成績被取消，名次從第5名上升至第4名。

## 外部連結
- 希沃特·阿亞萊烏在的頁面